# Jonathan Bertin
Pour les articles homonymes, voir Bertin.
Jonathan Bertin est un photographe français d’origine normande, né le 10 février 1996 à Aunay-sur-Odon. Spécialisé dans les clichés de voyage numériques et argentiques, actif sur les réseaux sociaux, il est apprécié pour son approche artistique notamment son approche des couleurs.
Il a notamment collaboré plusieurs fois avec le producteur de musique Petit Biscuit et s’est distingué par un projet photographique inspiré de l’impressionnisme en Normandie, où il revisite les paysages emblématiques de ce courant artistique. Il est également l’auteur de plusieurs livres photographiques, dans lesquels il capture l'essence de ses voyages et de ses explorations visuelles.

## Biographie

### Genèse de la passion photographique
Jonathan Bertin naît  à Aunay-sur-Odon en 1996 et grandit à Honfleur.  Il se met à la photographie à la fin de son adolescence lors d’un road-trip aux États-Unis avec ses parents. Alors sans appareil photo, il prend 3000 images avec son téléphone. C’est une passion qui se crée. 
Alors qu’il se voyait plutôt ingénieur en électronique, son niveau en terminale ne lui permet pas de s’y engager sereinement. Il obtient son bac scientifique au lycée Albert Sorel de Honfleur (où il est inscrit au club-photo). Il se tourne alors vers un BTS photographie au lycée Saint-Vincent-de-Paul du Havre en 2014.
Rapidement, il commence à partager sa passion sur les réseaux sociaux, notamment Instagram.
Diplômé en 2016, il souhaite continuer ses études. Il est recalé deux fois pour l’admission à l’école des Gobelins. Bertin crée donc sa société de photographe indépendant en octobre 2016 en tant qu’auto-entrepreneur.

### Début de carrière
Se décrivant comme curieux, authentique et à la recherche de sa patte photographique, il voyage dans plusieurs pays et multiplie les partenariats notamment avec les agences de voyages et les offices de tourisme. Il réalise d’ailleurs son premier voyage en tant que photographe en Espagne, avec 3 amis après l’obtention de son BTS et après avoir fait un crowdfunding pour le financer.
En décembre 2019, à la suite de sa croissance, il fonde son studio, Errance Studio. Cette nouvelle structure englobe son travail de photographe, vidéaste, influenceur et youtubeur. Jonathan Bertin travaille avec de nombreux artistes, comme Petit Biscuit, Møme ou Madeon et des marques comme Nike ou Burberry.
À la recherche de couleurs et de naturel, Jonathan Bertin essaie d’avoir ce rapport à la réalité, avec un smartphone ou lors de tirages. Il est considéré comme un artiste de l’ultra-banal, attentif à ce qui constitue le quotidien.
Durant le Covid-19 et les confinements successifs, alors qu’il ne peut plus voyager, Bertin lance sur Instagram et YouTube, le Confinement Créatif. Le but est, chaque semaine, de faire une composition artistique en fonction d’un thème défini. Durant cette période, il envoie aussi différents appareils photo à Tokyo, à des inconnus, afin qu’ils puissent faire découvrir à Jonathan la ville.
Après le Covid, après plusieurs mois sans voyage, il se rend à New York. Il en revient avec de nombreux clichés. Il sort par la suite son premier livre en 2022, qu’il annonce durant une exposition, New York – Quête 1. L’idée pour lui est de suivre son projet « Quête » durant toute sa carrière, en sortant les prochaines versions quand il aura quelque chose de nouveau à partager sur son environnement.
En 2023, il s’installe à Paris et quitte la Normandie.
En 2024, il réalise la direction artistique du nouvel album de Petit Biscuit, Discipline. Il avait déjà travaillé avec le producteur de musique lors de sa tournée en 2019 et pour son album Parachute.

### L’impressionnisme

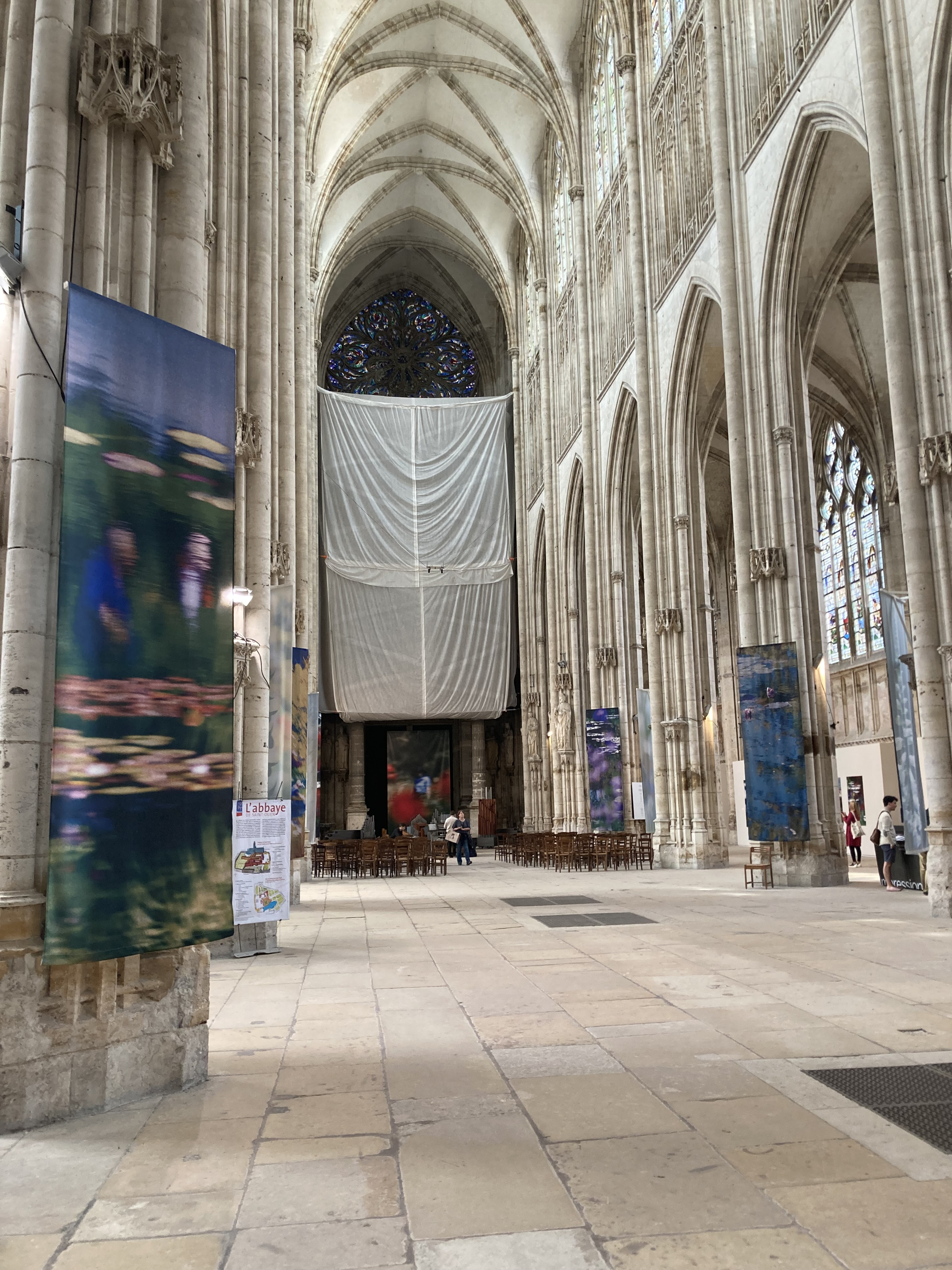
Nef de l'Abbaye Saint-Ouen de Rouen lors de l'exposition Impressionism en 2024

Il sort aussi en 2024 son projet Impressionism. Initialement contacté par l'agence Normandie Tourisme à l’occasion des 150 ans de l’impressionnisme, il devait faire une dizaine de clichés pour une exposition. Mais ce projet a mené à une exploration artistique de deux ans entre Paris et la Normandie, sa région d’origine et berceau du célèbre mouvement pictural. Ce travail a donné lieu à une exposition où une quarantaine de tirages ont été présentés, mettant en lumière des scènes de vie et des paysages normands. En parallèle, un livre intitulé Impressionism a été publié en différentes éditions, incluant une version limitée avec des tirages signés, et une édition collector enrichie d’un coffret unique, d’un parfum conçu spécialement et d’autres éléments immersifs (tel qu’une bande originale : Impressionism de Astre ,). Il publie aussi sur Youtube un documentaire retraçant sa vision de ces deux années où sa vision photographique a évolué,.

## Œuvre

### Ouvrage
- Jonathan Bertin, New York – Quête 1, ERRANCE STUDIO, octobre 2022, 88 p. (ISBN 978-2-9585133-0-6)[18]
- Jonathan Bertin, Impressionism, ERRANCE STUDIO & Four Eye Editions, juin 2024, 96 p. (ISBN 978-2-4873260-4-0)[17]

### Documentaire
Jonathan Bertin, Le Chemin, mai 2024

## Expositions
- Septembre 2019 : Jonathan Bertin X Devred 1902 à New York, Galerie Joseph – Minimes, Paris, France[20],[2]
- Du 10 au 13 novembre 2022 : New York – Quête I, Galerie MR80, Paris, France[21]
- Le 23 et 24 février 2024 : Résonances, Fisheye Gallery, Paris, France[22]
- Du 15 juin au 14 juillet 2024 : Impressionism, Abbaye Saint-Ouen de Rouen, Rouen, France[23]
- Du 7 novembre au 1er décembre 2024 : Impressionism, Homecoming Galerie, Amsterdam, Pays-Bas[24]
- Du 23 mai 2025 au 28 septembre 2025 : Impressionism: The Magic of Light and Color, Ground Seesaw, Séoul, Corée du Sud[25]

## Pour aller plus loin
- Parole d’image, Jonathan Bertin : La force créative, septembre 2022 [26]
- L’instant i, Les voyages en images de Jonathan Bertin, Slate podcast, décembre 2021[27]